# Jean Lesage
Jean Lesage (nacido el 10 de junio de 1912, Montreal - fallecido el 12 de diciembre de 1980 en Quebec) fue un abogado y político quebequés. Tras ganar las elecciones provinciales de 1960 fue elegido primer ministro de Quebec, cargo que ocupó hasta 1966. Está considerado como el padre de la Revolución Tranquila.

## Biografía
Jean Lesage comenzó su educación en el jardín de infancia Saint-Enfant-Jésus Montreal. En 1921, la familia se mudó a la ciudad de Quebec, por cuestiones laborales.
Lesage se matriculó como alumno de día en el internado privado École Saint-Louis-de-Gonzague y, en 1923, fue admitido en el Petit Séminaire de Québec para un programa de ocho años que finalmente condujo al bachillerato. Era un estudiante talentoso y brillante que ocupaba un lugar destacado en los cursos, especialmente en religión, francés, latín, griego y filosofía.
Se matriculó en la Faculté de droit de Universidad  Laval, donde su agudeza natural, su facilidad para expresarse y su carácter argumentativo le aseguraron el éxito en el campo del derecho. Durante sus años de estudiante, Lesage fue un liberal activo y se interesó en tener una carrera política. Se graduó en derecho en 1934.
Fue nombrado abogado de la Corona para la Junta de Comercio y Precios de Guerra de 1939 a 1944. Sirvió en la Reserva del Ejército Canadiense de 1939 a 1945 y entra al parlamento de Quebec en 1945.
Lesage se convirtió en Primer ministro, Presidente del Consejo Ejecutivo y Ministro de Finanzas desde el 5 de julio de 1960 hasta el 16 de junio de 1966. También fue Ministro de Asuntos Federales-Provinciales desde el 28 de marzo de 1961 hasta el 16 de junio de 1966, y Ministro de Hacienda del 30 de mayo de 1963 al 8 de agosto de 1963.
Su elección marcó el comienzo de la Revolución tranquila, que fue el cambio rápido y drástico de valores, actitudes y comportamientos en la sociedad de Quebec.